# 帝江

明朝，胡文煥《山海經圖》。

圖出自《古今圖書集成·博物彙編·神異典·第二十九卷》。

帝江是中國古代天山的山神，也是原始先民的歌舞之神帝江，形状像黄口袋，颜色像红火，六只脚四个翅膀，没有面目，懂得歌舞。古書中江字讀作「鴻」，即帝鴻。黃帝的稱號之一為帝鴻氏，被認為與帝江有關。
《庄子》中所记载的没有眼耳口鼻的混沌，形象颇像《山海经》中的帝江，因此也有人认为帝江就是混沌（詳見#记载）。

## 记载
- 《山海經》第二卷《西次三經》：又西三百五十里曰天山，多金玉，有青雄黄，英水出焉，而西南流注于汤谷。有神焉，其状如黄囊，赤如丹火，六足四翼，浑敦无面目，是识歌舞，实惟帝江也。文中「浑敦」即是「混沌」。
- 《神異經》：崑崙西有獸，有目而不見，有耳而不聞，有腹無五臟，有腸直短時徑過，名渾沌。
- 《圖讚》郭璞：質則混沌，神則旁通。自然靈照，聽不以聰。強為之名，號曰（一作曰惟、曰在）帝江。
- 《莊子·應帝王》中有中央天帝混沌（帝江，另一說法為帝江的兒子）七日鑿七竅的故事。

## 當代文化
- 在2021年美國超級英雄電影《尚氣與十環幫傳奇》，傳說中的神獸存在於一個名叫「大羅」的村莊，帝江亦在此生活。片中一隻名為莫里斯的帝江與主角們一同行動。

## 相關
- 混沌 (神話生物)